# Trajna
Trájna pričeska (tudi (trajna) ondulácija) je način oblikovanja oziroma kodranja suhih ali mokrih las s toploto ali s kemijskimi sredstvi. Trajna je tudi naziv za samo pričesko.
Prvi je žensko trajno predstavil leta 1906 nemški frizer Karl Ludwig Nessler.